# 휴비의 핼러윈
《휴비의 핼러윈》(영어: Hubie Halloween)은 2020년 넷플릭스에서 공개된 미국의 코미디 영화이다. 스티븐 브릴이 감독을, 배우 애덤 샌들러가 공동각본과 주연을 맡았다.

## 출연
- 애덤 샌들러 - 휴비 듀보이스 역
- 케빈 제임스 - 스티븐 다우닝 역
- 줄리 보언 - 바이올렛 밸런타인 역
- 마야 루돌프
- 레이 리오타
- 스티브 부세미
- 롭 슈나이더
- 마이클 치클리스
- 키넌 톰슨
- 차이나 앤 매클레인
- 패리스 버렐스
- 팀 메도스
- 콜린 퀸
- 준 스큅
- 샤킬 오닐
- 카란 브라
- 브래들리 스티븐 페리
- 노아 슈냅
- 켈리 버글런드
- 마이키 데이
- 멀리사 비야세뇨르
- 킴 휘틀리
- 러벨 크로퍼드
- 베치 소다로
- 조지 월리스
- 블레이크 클라크
- 존 플래너건